# Louison Bobet
Louis Bobet, conegut com a Louison Bobet (Saint-Méen-le-Grand, 12 de març de 1925 - Biarritz, 13 de març de 1983) va ser un ciclista francès que va ser professional entre 1947 i 1961.
Triple guanyador del Tour de França entre 1953 i 1955, va ser el primer corredor a guanyar la cursa tres vegades seguides. Campió del Món el 1954, Campió de França en ruta el 1950 i el 1951, també va inscriure el seu nom a la llista dels guanyadors de les grans clàssiques: Milà-Sanremo i Volta a Llombardia el 1951, el Tour de Flandes el 1955, París-Roubaix el 1956 i Bordeus-París el 1959. També té una victòria al Critèrium del Dauphiné Libéré, la París-Niça i el Gran Premi de les Nacions. El 1957 va perdre el Giro d'Itàlia per dinou segons. En total va aconseguir 122 victòries com a professional.
La seva carrera esportiva va acabar a finals de 1961 quan va patir un accident de cotxe amb el seu germà Jean Bobet, que li provocà diverses fractures al fèmur i el turmell. El 20 d'agost de 1962 anuncià la seva retirada. Es va reciclar en talassoteràpia i va obrir el primer institut modern d'aquesta especialitat a Quiberon el 1964. Va desenvolupar el seu negoci i també es va dedicar a la seva passió per l'aviació obtenint la llicència de pilot. Quinze anys més tard va obrir un nou centre a Biarritz, on va morir de càncer als 58 anys.
La passió per la bicicleta li ve de jove, quan, treballant d'ajudant de forner al negoci familiar, fa els repartiments en bicicleta. Aquest origen farà que posteriorment sigui conegut com el Forner de Saint-Méen.

## Palmarès
- 1947
  - 1r del Tour de Finisterre
- 1948
  - Vencedor de 2 etapes al Tour de França
- 1949
  - 1r del Tour de l'Oest i vencedor d'una etapa
  - 1r del Circuit de l'Aulne
  - 1r del Critèrium dels Asos
- 1950
  -  Campió de França en ruta
  - 1r del Critèrium dels Asos
  - 1r al Gran Premi de l'Écho d'Alger
  - Vencedor d'una etapa i del Gran Premi de la Muntanya al Tour de França
- 1951
  -  Campió de França en ruta
  - Campió de la Challenge Desgrange-Colombo
  - 1r de la Volta a Llombardia
  - 1r de la Milà-Sanremo
  - 1r al Critèrium Internacional
  - Vencedor de 2 etapes a la París-Niça
  - Vencedor d'una etapa i del  Gran Premi de la Muntanya al Giro d'Itàlia
  - Vencedor d'una etapa al Tour de França
- 1952
  - 1r de la París-Niça i vencedor de 4 etapes
  - 1r al Critèrium Internacional
  - 1r al Gran Premi de les Nacions
  - 1r al Gran Premi de Canes
- 1953
  -  1r del Tour de França i vencedor de 2 etapes
  - 1r del Critèrium dels Asos
  - 1r del Circuit de l'Aulne
- 1954
  -  Campió del Món
  -  1r del Tour de França i vencedor de 3 etapes
  - 1r del Critèrium dels Asos
  - 1r del Bol d'Or
  - Vencedor d'una etapa del Critèrium del Dauphiné Libéré
- 1955
  -  1r del Tour de França i vencedor de 2 etapes
  - 1r del Tour de Flandes
  - 1r del Critèrium del Dauphiné Libéré i vencedor de 3 etapes
  - 1r de la Volta a Luxemburg i vencedor de 2 etapes
  - Vencedor d'una etapa de la París-Niça
- 1956
  - 1r de la París-Roubaix
- 1957
  -  Medalla de plata al Campionat del Món
  - 1r a la Gènova-Niça
  - Vencedor d'una etapa al Giro d'Itàlia
- 1958
  -  Medalla de plata al Campionat del Món
- 1959
  - 1r de la Bordeus-París
  - 1r al Gran Premio Ciclomotoristico i vencedor de 5 etapes
- 1960
  - 1r al Gran Premio Ciclomotoristico
  - 1r de la Roma-Palerm

### Resultats al Tour de França
- 1947. Abandona (9a etapa)
- 1948. 4t de la classificació general i vencedor de 2 etapes
- 1949. Abandona (10a etapa)
- 1950. 3r de la classificació general, vencedor d'una etapa i del Gran Premi de la Muntanya
- 1951. 20è de la classificació general i vencedor d'una etapa
- 1953. 1r de la de la classificació general i vencedor de 2 etapes
- 1954. 1r de la de la classificació general i vencedor de 3 etapes
- 1955. 1r de la de la classificació general i vencedor de 2 etapes
- 1958. 7è de la de la classificació general
- 1959. Abandona (18a etapa)

### Resultats al Giro d'Itàlia
- 1951. 7è de la de la classificació general, vencedor d'una etapa i del  Gran Premi de la Muntanya
- 1953. Abandona
- 1957. 2n de la de la classificació general i vencedor d'una etapa
- 1958. 4t de la de la classificació general